# Тикеево
Тикеево (баш. Тәкәй) — деревня в Иглинском районе Республики Башкортостан Российской Федерации. Входит в состав Надеждинского сельсовета.

## География
Деревня находится на правом берегу реки Сим.

### Географическое положение
Расстояние до:
- районного центра (Иглино): 50 км,
- центра сельсовета (Пятилетка): 10 км,
- ближайшей ж/д станции (Кудеевка): 11 км.

## Население
| 2002 | 2009 | 2010 |
| ---- | ---- | ---- |
| 141  | ↘96  | ↗117 |

### Национальный состав
Согласно переписи 2002 года, преобладающая национальность — башкиры (88 %).